# Jasmin Schreiber

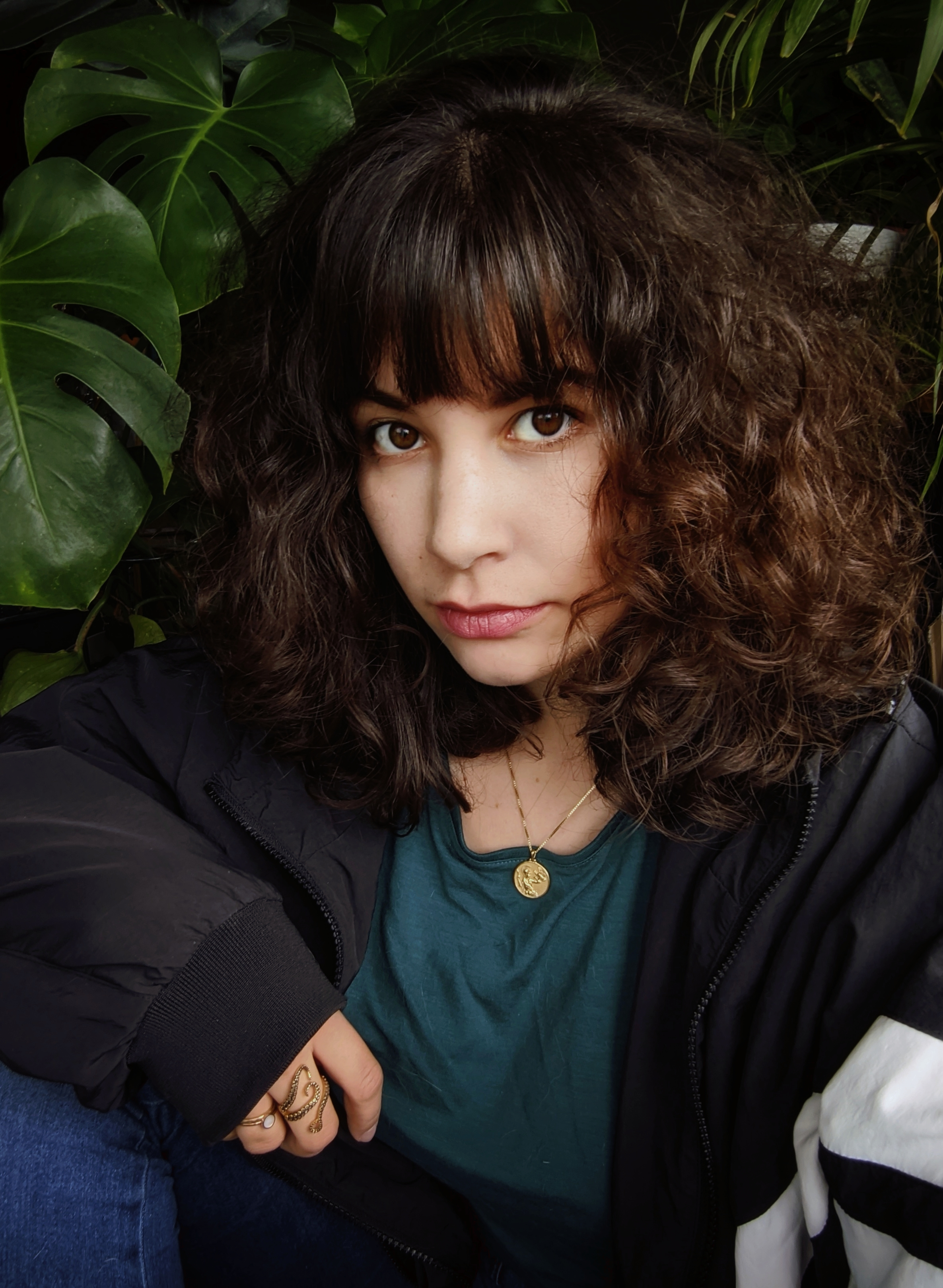
Jasmin Schreiber, 2020

Jasmin Schreiber (* 1988 in Frankfurt am Main) ist eine deutsche Biologin und Autorin.

## Leben
Jasmin Schreiber legte ihr Abitur am Frankfurter Lessing-Gymnasium ab. Danach studierte sie Biologie in Marburg und Wien. Ihren Bachelor-Abschluss erhielt sie 2012 mit Spezialisierung auf dem Gebiet der Zoologie. Für den Abschluss Master  studiert sie Biologie an der Universität Hamburg. Als freie Autorin schrieb sie für diverse Fernsehformate, Zeitungen und Hörfunkanstalten. Neben ihrer schriftstellerischen Arbeit ist sie Autorin für Wissenschaftsmagazine wie Spektrum, GEO und andere. 2019 erhielt sie für ihren Blog Sterben üben, in dem sie über ihre Arbeit als Sterbe- und Trauerbegleiterin schrieb, die Auszeichnung „Bloggerin des Jahres“ von Die Goldenen Blogger.
Im Jahr darauf folgte beim Eichborn Verlag ihr Debütroman Marianengraben. Auch dort werden der Tod, Trauer und Verlustängste thematisiert, laut eigener Aussage ist es ein Buch über Geschwisterliebe. Noch vor Erscheinen war die erste Auflage von 10.000 Exemplaren ausverkauft. Das Buch stieg Anfang März 2020 auf Platz 13 in der Bestsellerliste ein. Im Jahr 2024 erschien der gleichnamige Kinofilm.
Im Zuge der Corona-Pandemie entschied sich Schreiber, Online-Lesungen durchzuführen. Darüber hinaus gründete sie gemeinsam mit Johannes Floehr und Fabian Navarro das Projekt „Streamkultur“ auf Twitter, wo sie Links zu Online-Streams von Kulturschaffenden sammeln. 2021 erschien im Goldmann Verlag ihr Sachbuch Abschied von Hermine. Mit Lorenz Adlung betreibt sie seit Juni 2020 den Wissenschafts-Podcast „Bugtales.fm“.
2021 sprach sie als Gast in der zweiten Folge des NDR-Info-Podcasts Raus aus der Depression (Moderation: Harald Schmidt) über ihre Depression. Sie ist Mitgründerin des PEN Berlin. 2022 wurde Schreiber Insektenbotschafterin für den Naturschutzbund Deutschland (NABU).

## Veröffentlichungen
- Marianengraben. Eichborn, 2020, ISBN 978-3-8479-0042-9.
  - Marianengraben. Lübbe Audio, 2020, ISBN 978-3-7857-8078-7 (Hörbuch gelesen von Maximiliane Häcke).
- Abschied von Hermine. Goldmann, 2021, ISBN 978-3-442-31581-9.
- Der Mauersegler. Eichborn, 2021, ISBN 978-3-8479-0079-5.
  - Der Mauersegler. Lübbe Audio, 2021, ISBN 978-3-7540-0314-5 (Hörbuch gelesen von Jona Mues).
- 100 Seiten über: Biodiversität. Reclam, 2022, ISBN 978-3-15-020673-7.
- Schreibers Naturarium. Eichborn, 2023, ISBN 978-3-8479-0136-5.
- Endling. Eichborn, 2023, ISBN 978-3-8479-0145-7.
  - Endling. Lübbe Audio, 2023, ISBN 978-3-7540-0999-4 (Hörbuch gelesen von Julia Nachtmann).

## Auszeichnungen
- 2018: Digital Female Leader Award[17] (Kategorie: Audience)
- 2019: „Bloggerin des Jahres“ (Die Goldenen Blogger)